# Кошевине
Кошевине је насеље у Србији у општини Пријепоље у Златиборском округу. Према попису из 2022. било је 893 становника.

## Демографија
У насељу Кошевине живи 793 пунолетна становника, а просечна старост становништва износи 35,9 година (34,3 код мушкараца и 37,8 код жена). У насељу има 296 домаћинстава, а просечан број чланова по домаћинству је 3,54.
Ово насеље је углавном насељено Србима (према попису из 2002. године), а у последња три пописа, примећен је пад у броју становника.
|  |

| Демографија | Демографија | Демографија |
| Година      | Становника  | Становника  |
| ----------- | ----------- | ----------- |
| 1948.       | 503         |             |
| 1953.       | 556         |             |
| 1961.       | 587         |             |
| 1971.       | 707         |             |
| 1981.       | 899         |             |
| 1991.       | 1.120       | 1.111       |
| 2002.       | 1.049       | 1.106       |

| Етнички састав према попису из 2002.‍ | Етнички састав према попису из 2002.‍ | Етнички састав према попису из 2002.‍ | Етнички састав према попису из 2002.‍ | Етнички састав према попису из 2002.‍ |
| ------------------------------------ | ------------------------------------ | ------------------------------------ | ------------------------------------ | ------------------------------------ |
|                                      |                                      |                                      |                                      |                                      |
| Срби                                 | Срби                                 |                                      | 718                                  | 68,44%                               |
| Бошњаци                              | Бошњаци                              |                                      | 242                                  | 23,06%                               |
| Муслимани                            | Муслимани                            |                                      | 81                                   | 7,72%                                |
| Црногорци                            | Црногорци                            |                                      | 1                                    | 0,09%                                |
| непознато                            | непознато                            |                                      | 0                                    | 0,0%                                 |

| Година пописа     | 1948. | 1953. | 1961. | 1971. | 1981. | 1991. | 2002. |
| ----------------- | ----- | ----- | ----- | ----- | ----- | ----- | ----- |
| Број домаћинстава | 79    | 92    | 117   | 156   | 233   | 297   | 296   |

| Број чланова      | 1  | 2  | 3  | 4  | 5  | 6  | 7  | 8 | 9 | 10 и више | Просек |
| ----------------- | -- | -- | -- | -- | -- | -- | -- | - | - | --------- | ------ |
| Број домаћинстава | 33 | 51 | 56 | 72 | 60 | 13 | 10 | 0 | 0 | 1         | 3,54   |

| Пол    | Укупно | Неожењен/Неудата | Ожењен/Удата | Удовац/Удовица | Разведен/Разведена | Непознато |
| ------ | ------ | ---------------- | ------------ | -------------- | ------------------ | --------- |
| Мушки  | 431    | 140              | 269          | 13             | 5                  | 4         |
| Женски | 404    | 75               | 269          | 57             | 3                  | 0         |
| УКУПНО | 835    | 215              | 538          | 70             | 8                  | 4         |

| Пол    | Укупно                    | Пољопривреда, лов и шумарство | Рибарство                            | Вађење руде и камена | Прерађивачка индустрија       |
| ------ | ------------------------- | ----------------------------- | ------------------------------------ | -------------------- | ----------------------------- |
| Мушки  | 170                       | 6                             | 0                                    | 1                    | 48                            |
| Женски | 106                       | 3                             | 0                                    | 0                    | 64                            |
| УКУПНО | 276                       | 9                             | 0                                    | 1                    | 112                           |
| Пол    | Производња и снабдевање   | Грађевинарство                | Трговина                             | Хотели и ресторани   | Саобраћај, складиштење и везе |
| Мушки  | 6                         | 27                            | 23                                   | 8                    | 29                            |
| Женски | 1                         | 3                             | 9                                    | 4                    | 5                             |
| УКУПНО | 7                         | 30                            | 32                                   | 12                   | 34                            |
| Пол    | Финансијско посредовање   | Некретнине                    | Државна управа и одбрана             | Образовање           | Здравствени и социјални рад   |
| Мушки  | 1                         | 1                             | 6                                    | 5                    | 4                             |
| Женски | 0                         | 0                             | 3                                    | 7                    | 7                             |
| УКУПНО | 1                         | 1                             | 9                                    | 12                   | 11                            |
| Пол    | Остале услужне активности | Приватна домаћинства          | Екстериторијалне организације и тела | Непознато            | Непознато                     |
| Мушки  | 2                         | 0                             | 0                                    | 3                    | 3                             |
| Женски | 0                         | 0                             | 0                                    | 0                    | 0                             |
| УКУПНО | 2                         | 0                             | 0                                    | 3                    | 3                             |